# Juan David Ochoa Aguirre
Juan David Ochoa Aguirre (Cali, Valle del Cauca, 30 de agosto de 1987) es un escritor, periodista y filósofo colombiano.
Su trayectoria ha estado enmarcada en distintos géneros, principalmente ensayo, poesía y crónica. Es columnista del periódico El Espectador ,  y colaborador permanente del diario El País de Cali y el diario El Colombiano  de Medellín.. Parte de su obra ha sido publicada en las revistas colombianas de literatura y periodismo Arquitrave, Clave, Prometeo y Luna Nueva.  Obtuvo el premio Escritores Autónomos en tres versiones consecutivas, otorgado por la Universidad Autónoma de Occidente, y una Mención de honor en el concurso Internacional de Poesía para la apertura de la revista El Puñal de Santiago de Chile (2008). 
Sus textos han sido publicados en revistas latinoamericanas como Círculo de Poesía y en diversas revistas de Chile, México, España y Argentina. Fue Incluido en la antología nacional Poca Tinta en el 2011. Su obra combina generalmente temas históricos y hechos de distintas épocas del mundo como la Segunda Guerra Mundial. Su libro Polvo de Imperios, poemario publicado en el 2015 por la editorial Lectores Secretos (México) y reeditado en libro digital por Silver Editions y Editorial Babilonia en 2017 para Amazon y iTunes, reúne distintos hechos de la Historia y describe personajes reconocidos del tiempo: Napoleón, Nerón, Nietzsche, Dostoyevski, entre otros. Fue antologado en el libro Like a rolling stone sobre perfiles de músicos de rock and roll con su texto Jinetes en la tormenta sobre la banda The Doors.
Es reconocido también por su gestión humanista en distintas cárceles del país, en las que dirige talleres de escritura creativa en pabellones de máxima seguridad, creando espacios de rehabilitación a través del arte y la literatura.
En su trabajo periodístico es comúnmente citado por sus columnas y artículos políticos que describen el panorama internacional y los eventos nacionales ligados a escándalos de partidos políticos, siempre caracterizados por tener repasos históricos con un tono particularmente literario. Ha tratado también temas culturales como la vida de Juan Rulfo y ha realizado semblanzas de escritores de la literatura universal.

## Obra publicada
- Últimos destellos – crónicas y perfiles
- Polvo de imperios (Poesía)
- Poca tinta (Poesía)
- Like a rolling stone (Periodismo)